# 老殿栅蛛
老殿栅蛛（学名：Hahnia laodiana）为栅蛛科栅蛛属的动物。在中国大陆，分布于浙江等地，常栖息于土壤层。该物种的模式产地在浙江天幕山。